# Aviazione Navale
Aviazione Navale ist die heute übliche Bezeichnung der Marineflieger der italienischen Marine. Die entsprechenden Einheiten und Verbände unterstehen dem Marinefliegerkommando Comando delle Forze Aeree (COMFORAER) beim Flottenkommando in Santa Rosa bei Rom.
Die Marineflieger nutzen Flugplätze in der Nähe der drei größten italienischen Marinestützpunkte La Spezia, Tarent und Augusta. Die Marine hat derzeit 16 Kampfflugzeuge vom Typ AV-8B Harrier II für ihre beiden leichten Flugzeugträger sowie eine größere Anzahl von Hubschraubern, die auch von Kriegsschiffen aus operieren. Neben der U-Jagd haben Aufgaben wie die Unterstützung von amphibischen Truppen und Spezialkräften sowie die Bekämpfung der Piraterie an Bedeutung gewonnen.
Eine Besonderheit ist, dass Seeaufklärungsflugzeuge zur italienischen Luftwaffe gehören, diese Flugzeuge aber unter der operativen Kontrolle des Flottenkommandos stehen und gemischte Besatzungen haben. Für diesbezügliche Koordinierungsangelegenheiten in den Bereichen Ausbildung, Logistik, Instandhaltung und Finanzen gibt es beim Admiralstab ein „Inspektorat“ (Marinavia), das von einem Luftwaffengeneral geleitet wird.

## Geschichte

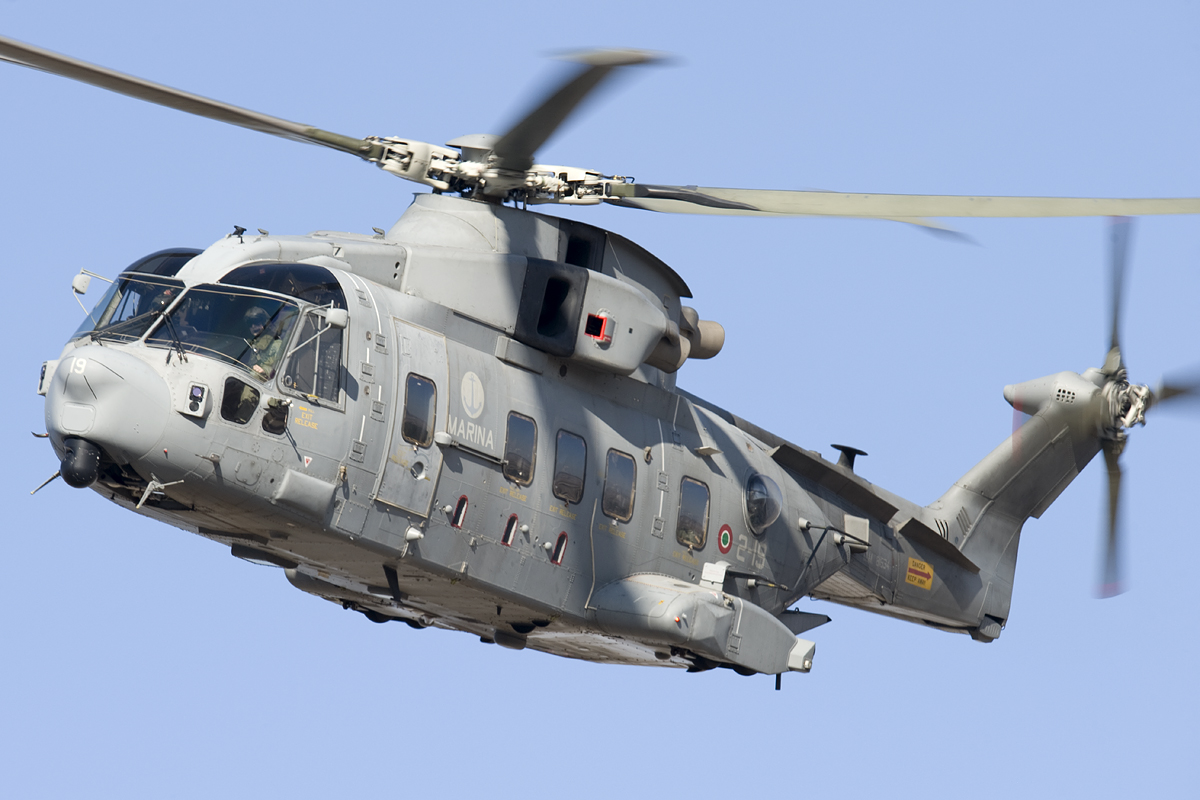
AW101 der Aviazione Navale

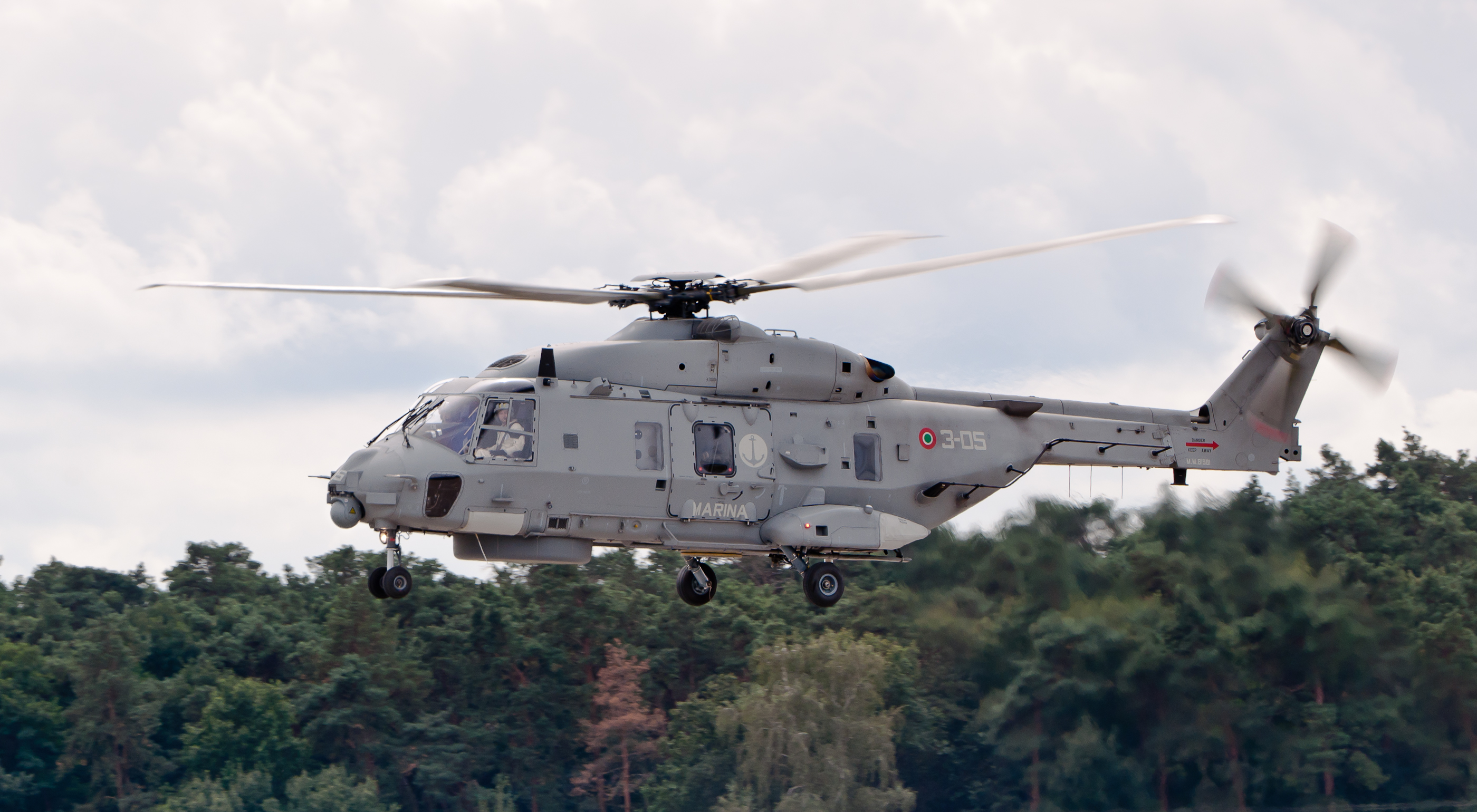
NH90 auf der ILA 2012 in Berlin

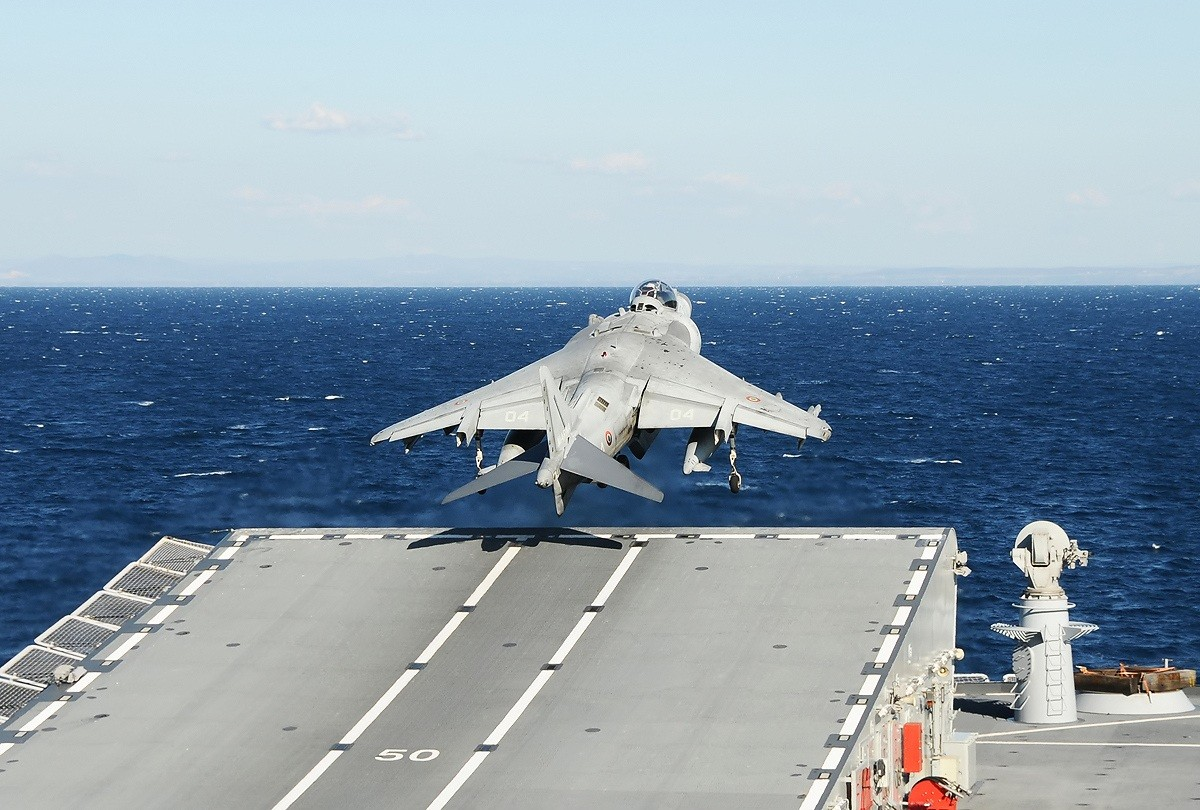
Harrier startet von Cavour

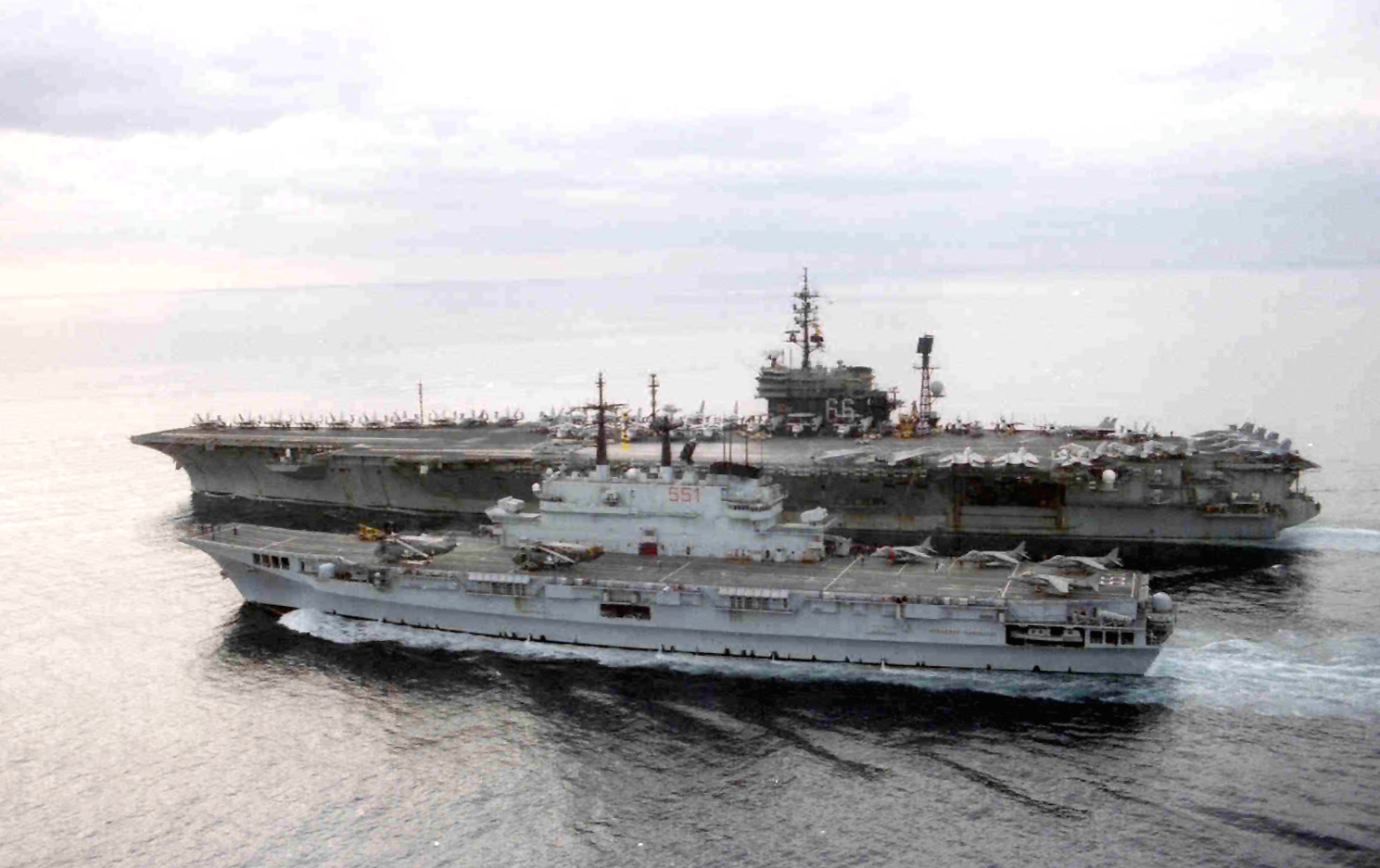
Die Giuseppe Garibaldi (im Vordergrund) mit der America bei einem Manöver in der Adria

### Bis zum Zweiten Weltkrieg
Der erste Militärpilot Italiens war der Marineoffizier Mario Calderara. 1910 übernahm er die Leitung der Flugschule auf dem Militärflugplatz Rom-Centocelle. Bei der Konstruktion von Fluggeräten arbeitete Calderara unter anderem mit dem Marineoffizier und späteren Luftwaffengeneral Alessandro Guidoni zusammen.
Die Fliegertruppe der Marine entstand unter der Bezeichnung Servizio Aeronautico della Regia Marina auf der Grundlage eines Ministerialerlasses vom 27. Juni 1913. Bereits im Jahr davor hatte man angefangen, Seeflugzeuge auf Schlachtschiffen und Kreuzern mitzuführen. Da sich dies im Einsatz im Allgemeinen als wenig praktisch erwies, weil die Flugzeuge bei gestoppten Schiffen erst zu Wasser gelassen oder wieder an Bord genommen werden mussten, baute man 1915 den Kreuzer Elba zum Flugzeugmutterschiff um. Wegen der nicht ausreichenden Kapazität erfolgte ein solcher Umbau auch beim Handelsschiff Quarto, das 1915 als Flugzeugmutterschiff Europa in Dienst gestellt wurde.
Während des Ersten Weltkriegs verstärkte man die Fliegertruppe der Marine erheblich. Ihre Flugzeuge wurden als Jäger, Bomber und Aufklärer eingesetzt, sowohl auf See, als auch über Land. 1920 erhielt die Fliegertruppe die Bezeichnung Forza Aerea della Regia Marina und eine eigene Truppenfahne samt silberner Tapferkeitsmedaille für ihre Verdienste im Krieg.
Die Luftstreitkräfte von Heer und Marine wurden ab 1923 größtenteils von der neu aufgestellten italienischen Luftwaffe (Regia Aeronautica) übernommen, die Anspruch auf alle fliegenden Militäreinheiten erhob. Heer und Marine durften bis 1931 noch in sehr begrenztem Maß eigene spezialisierte Fliegertruppen unterhalten, dann wurden sie Luftwaffengeneralen unterstellt und ab 1937 ganz in die Regia Aeronautica integriert. Die fliegenden Verbände und Einheiten zur direkten Unterstützung von Heer und Marine bildeten eigene „Hilfsfliegertruppen“ (Aviazione Ausiliaria per l’Esercito/per la Marina), die integraler Bestandteil der Luftwaffe waren, operativ jedoch Kommandos der beiden anderen Teilstreitkräfte zugeteilt wurden. Die Marine durfte Offiziere als Beobachter auf Luftwaffenmaschinen einsetzen und damit auch an der Einsatzleitung mitwirken. Im Zweiten Weltkrieg bewährte sich dieses Konzept nicht. Die mangelnde Zusammenarbeit zwischen Marine und Luftwaffe erwies sich als eines der größten Mankos, wie sich unter anderem bei Punta Stilo und Kap Teulada zeigte. Zu spät erkannte man, dass Italien im Krieg nicht ohne Flugzeugträger auskommen konnte, besonders nicht an den westlichen und östlichen Enden des Mittelmeers.

### Nach dem Zweiten Weltkrieg
Auch nach dem Krieg gingen die Auseinandersetzungen zwischen Luftwaffe und Marine um den Ausbau der Marineflieger weiter. Die Marina Militare entsandte im Jahr 1950 Personal zur Pilotenausbildung in die USA. Im Jahr 1952 überführte die Midway die ersten beiden Curtiss SB2C Helldiver der italienischen Marine nach Neapel, wo sie am 19. Dezember von ihren italienischen Piloten auf dem Flugplatz Capodichino gelandet wurden. Wegen der noch geltenden Rechtslage aus der Zeit des Faschismus beschlagnahmte die italienische Luftwaffe die Maschinen und schlug sie ihrer eigenen 86. U-Jagd-Staffel in Grottaglie zu. Den Planungen der Marine zufolge sollten „ihre“ Helldiver auf einem leichten, von den USA gebraucht zu erwerbenden Flugzeugträger eingesetzt werden. Mit dem so genannten „1.500-Kilo-Gesetz“ von 1956 verblieben alle Starrflügelflugzeuge über dieser Gewichtsgrenze in den Händen der Luftwaffe, insbesondere die Seeaufklärer, die nur operativ dem Kommando der Marine überlassen wurden und schließlich gemischte Besatzungen hatten. Zur Koordinierung und Verwaltung wurde ein eigenes Inspektorat mit der (bereits bekannten) Bezeichnung Aviazione per la Marina (kurz Marinavia) eingerichtet. Die Aeronautica Militare beschaffte für die Staffeln 86, 87 und 88 zunächst 40 SB2C-5 Helldiver, die dann ab 1953 von 22 PV-2 Harpoon und 1957 von 45 S2-F1 Tracker ersetzt wurden. Anfang der 1970er Jahre folgten 18 Breguet Atlantic für das 41. Geschwader in Sigonella auf Sizilien und für das 30. in Cagliari-Elmas auf Sardinien. Die Marine begann ihrerseits Ende der 1970er Jahre mit dem Bau des kleinen Flugzeugträgers Giuseppe Garibaldi, der von Anfang an für den Einsatz von Harrier-Senkrechtstartern geplant war, obwohl sich an der genannten Rechtslage noch nichts geändert hatte. Zunächst nur als Hubschrauberträger eingesetzt, schuf die Giuseppe Garibaldi doch vollendete Tatsachen. Mit ihr erreichte man 1989 eine Gesetzesänderung, die der Marine die Beschaffung von Kampfflugzeugen zur Nutzung auf Flugzeugträgern erlaubte. Die Lage bei den Seeaufklärern blieb unverändert.
Keine Einwände erhob die Luftwaffe bei der Beschaffung von Hubschraubern, auch nicht von schweren Modellen, durch die beiden anderen Teilstreitkräfte. Bei der Marine hatte die Erprobung in diesem Bereich bereits 1953 begonnen. Im Juli jenes Jahres landete erstmals ein Hubschrauber auf dem modifizierten Deck des Lenkwaffenkreuzers Giuseppe Garibaldi. Am 1. August 1956 wurde in Terravecchia beim Marinestützpunkt Augusta die 1. Hubschrauberstaffel aufgestellt und damit auch die noch heute bestehenden italienischen Marineflieger. Bei den Hubschraubern setzte die Marine von Anfang an auf Lizenzbauten der Firma Agusta. Zunächst beschaffte man die AB 47 in den Versionen G und J, wobei ein Teil als hunter mit Sonar ausgestattet wurde, andere als killer mit Torpedos. Bei den folgenden, größeren SH-34J konnten diese beiden Funktionen in einem Hubschrauber zusammengefasst werden.
Im Jahr 1963 verlegte die Hubschrauberstaffel von Augusta auf den ersten wirklichen Marinefliegerstützpunkt in Catania-Fontanarossa, wo im folgenden Jahr die 2. Hubschrauberstaffel entstand. Der 31. Oktober 1964, ein Samstag, gilt als „schwarzer Tag“ der italienischen Marineflieger. Ein schwerer Sturm verursachte gravierende Schäden auf dem neuen Stützpunkt in Fontanarossa und bei etlichen dort abgestellten Luftfahrzeugen der Marine und der Luftwaffe sowie bei Trackern niederländischen Marine, die dort bei einer Übung waren. Im Zug des Wiederaufbaus wurden ab 1964 auch neue Hubschrauber vom Typ AB 204 eingeführt.
| Luni |

| Grottaglie |

| Fontanarossa |

1968 entstand in Catania-Fontanarossa die 3. Hubschrauberstaffel, die mit der SH-3D Sea King ausgerüstet wurde, von der die italienische Marine insgesamt 36 erhielt. 1968 nahm auch der neue Marinefliegerstützpunkt Luni bei La Spezia den Betrieb auf, wo man die 5. Hubschrauberstaffel aufstellte, die zunächst noch die AB 204 flog. 1971 verlegte schließlich die 1. Hubschrauberstaffel mit ihren neuen Sea Kings von Catania nach La Spezia. Gleichzeitig begann man mit der Erprobung des kleinen U-Jagd-Hubschraubers Agusta A106, die negativ ausfiel. 1976 begann in Grottaglie bei Tarent bei der 4. Hubschrauberstaffel die Einführung der AB 212ASW, von der die Marine insgesamt 64 bestellte. Die AB 212 bildeten zusammen mit den 36 größeren Sea Kings bis zur Jahrtausendwende die Hubschrauberflotte der italienischen Marineflieger. Hinzu kamen ab 1991 insgesamt 18 McDonnell Douglas AV-8, die in Grottaglie stationiert wurden und dort eine Kampfflugzeugstaffel bilden. Kurz nach der Jahrtausendwende begann die Marine, die Sea Kings schrittweise mit neuen Hubschraubern vom Typ AgustaWestland AW101 zu ersetzen. Wegen der Verzögerungen bei der Einführung der neuen NH90 mussten die Marineflieger länger als geplant die AB 212ASW einsetzen. Sowohl bei Sea Kings als auch bei etlichen AB 212 baute man die U-Jagd-Elektronik aus, um die Marineinfanteristen des San-Marco-Regiments und die Kampfschwimmer von COMSUBIN zu unterstützen. In dieser Form wurden die Hubschrauber auch im Ausland eingesetzt, unter anderem in den Bergen Afghanistans oder bei der Bekämpfung der Piraterie vor der Küste Somalias.
Bei den Atlantic-Seefernaufklärern, die der italienischen Luftwaffe gehören, aber operativ von der Marine geführt werden, hat man sehr lange vergeblich nach einem Nachfolgemodell gesucht. Die Boeing P-8 erschien als Seeaufklärer genauso wie die Boeing 737 AEW&C als Frühwarnflugzeug unter operativen Gesichtspunkten als optimale Lösung, nicht jedoch unter finanziellen, weswegen man auf beide letztlich verzichten musste. Als Notlösung griff man auf eine modifizierte Version der ATR 72 zurück.

## Organisation
An der Spitze der Marineflieger steht ein Ein-Stern-Admiral, der sowohl COMFORAER, als auch die für die Marineflieger zuständige 6. Abteilung des Admiralstabes leitet. Damit ist er sowohl für den operativen Betrieb, als auch für Planungs- und Grundsatzangelegenheiten verantwortlich. Als COMFORAER unterstehen ihm truppendienstlich drei Flugplatzkommandos und diesen wiederum die insgesamt sechs Marinefliegerstaffeln.
| Flugplatz                        | Fliegende Einheit     | Ausrüstung                    | Anmerkung                                           |
| -------------------------------- | --------------------- | ----------------------------- | --------------------------------------------------- |
| Luni bei La Spezia               | 1º Gruppo 5º Gruppo   | AW101 AB212, NH90             | U-Jagd, Unterstützung Spezialkräfte, Transport, SAR |
| Grottaglie bei Tarent            | 4º Gruppo Grupaer     | SH3D, AB212 AV-8B+ Harrier II | U-Jagd, Amphibische Operationen Jagdbomber          |
| Catania-Fontanarossa bei Augusta | 2º Gruppo 3º Gruppo   | AB212 AW101                   | U-Jagd, Transport, SAR                              |
| Pratica di Mare bei Rom          | Sezione Aerea         | P.180                         | Verbindungsaufgaben, Seeraumüberwachung             |
| Sigonella                        | 88º Gruppo/41º Stormo | ATR 72MP                      | Seefernaufklärung in Kooperation mit Luftwaffe      |

In Luni befindet sich auch das Centro Sperimentale Aeromarittimo, das Flugversuchszentrum der Marineflieger.
Die Piloten der Aviazione Navale werden in den USA ausgebildet (NAS Pensacola).

## Aktuelle Ausrüstung
- Siehe Liste der aktiven Luftfahrzeuge der italienischen Marineflieger